# Campionato inglese di calcio a 5
Il campionato inglese di calcio a 5 è un insieme di tornei nazionali e regionali gestiti dalla Football Association. La massima competizione è chiamata "NFS Tier 1"; seguono la "NFS Tier 2" (2º livello) e il "National Futsal League" (3º livello).

## Storia
La National Futsal League è stata istituita nel 2008 come "Division 1" per affiancare la "FA Futsal Cup" che si disputa dal 2003 e che concentra in tre giorni il suo svolgimento. L'obiettivo era dare modo alle migliori formazioni nazionali, nell'ambito di tre gironi geografici, di disputare un periodo di gare più lungo e di avere quindi una stagione più articolata. Nel 2012 la competizione ha cambiato nome in "Super League". Con l'istituzione delle "National Futsal Series", introdotte a partire dalla stagione 2019-2020 per stimolare lo sviluppo della disciplina, la National Futsal League è divenuta il campionato di 3º livello, preceduta da NFS Tier 1 (a girone unico) e NFS Tier 2 (due gironi).

## Albo d'oro

### NFL Division 1
- 2008-2009:  Helvecia (1)
- 2009-2010:  Helvecia (2)
- 2010-2011:  Helvecia (3)
- 2011-2012:  Helvecia (4)

### NFL Super League
- 2012-2013:  Baku United (1)
- 2013-2014:  Baku United (2)
- 2014-2015:  Baku United (3)
- 2015-2016:  Oxford City (1)
- 2016-2017:  Helvecia (5)
- 2017-2018:  Reading (1)
- 2018-2019:  Helvecia (6)

### NFS Tier 1
- 2019-2020: Non concluso
- 2020-2021: Non disputato
- 2021-2022:  East Riding (1)
- 2022-2023:  Bloomsbury (1)